# 1995년 바쿠 지하철 화재
1995년 바쿠 지하철 화재(영어: 1995 Baku Metro fire)는 1995년 10월 28일 아제르바이잔 바쿠에서 운행되고 있던 바쿠 지하철의 울두즈 역과 나리만 나리마노프 역 사이에서 발생한 화재이다. 이 화재로 28명의 어린이를 포함한 286명의 승객과 3명의 구조대원을 포함해 총 289명이 사망하고 270명이 부상을 입었다.

## 같이 보기
- 대구 지하철 화재 참사
- 킹스크로스 화재
- 도카이도 신칸센 화재 사건